# 卫城镇 (盐源县)
卫城镇，是中华人民共和国四川省凉山彝族自治州盐源县下辖的一个乡镇级行政单位。有600多年县治所在地历史，面积334.7平方公里，户籍人口25507人。

## 行政区划
卫城镇下辖以下地区：
街道社区、打柴坡村、大堰沟村、罗家村、大窝村、半山村、岔河村、香房村、钟鼓楼村。